# Walldorf
Pour les articles homonymes, voir Walldorf (homonymie).
Walldorf (en allemand : /ˈvalˌdɔʁf/,, ? Écouter [Fiche]) est une ville allemande située dans le nord du Bade-Wurtemberg. La ville est surtout connue pour être le siège social de l'entreprise SAP SE, l'un des plus importants fournisseurs mondiaux de logiciels. Walldorf passe pour une des villes les plus riches d'Europe et a déjà fréquemment été distinguée comme municipalité d'Allemagne la plus attractive économiquement. Elle est notamment connue indirectement grâce aux hôtels Waldorf-Astoria.

## Histoire
Walldorf fut mentionnée pour la première fois le 20 octobre 770 sous le nom de Waltdorf dans un acte de donation du monastère de Lorsch. Cependant, il est prouvé que des habitants s'étaient déjà établis depuis longtemps.
En 1230, les comtes du Palatinat nomment Walldorf fief impérial. Pendant la guerre des paysans et la guerre de Trente Ans devint la scène de batailles et de pillages. La ville fut même complètement détruite lors de la guerre de succession du Palatinat, en 1689. Walldorf sera à nouveau peuplée à partir de 1716.
Beaucoup d'immigrés vinrent de la Suisse; parmi eux, la famille Astor. Johann Jakob Astor (John Jacob Astor) partit en Amérique et fit fortune grâce à la vente de fourrures et de biens immobiliers.
Walldorf, qui après les guerres napoléoniennes passa la possession des princes de Bade, se transforma au XIXe siècle d'un village de paysan, en une place de commerce déterminante pour l'agriculture. Forêt, tabac, houblon, autrefois appelé l'or vert, et bien sûr, les asperges, spécialités régionales.
Aujourd'hui, le vieux Walldorf, qui comprend plus de 14 000 habitants, est une région industrielle, avec environ 15 000 actifs, et des sociétés de techniques de pointe, ayant un grand succès.

## Politique

### Conseil municipal
| Conseil municipal 2009 |        |        |                         |        |
| Parti                  | CDU    | SPD    | Alliance 90 / Les Verts | FDP    |
| Votes                  | 33,0 % | 23,4 % | 18,5 %                  | 25,1 % |
| Sièges                 | 7      | 5      | 4                       | 6      |

### Maire
Christiane Staab (CDU) depuis 2011.

### Armoiries
Le blason de Walldorf est un chêne argenté avec des glands sur fond rouge qui pousse sur un sol vert. Il apparaît pour la première fois au milieu du XVIe siècle sur un sceau. Le chêne a sans aucun doute été choisi en fonction du nom du lieu: Wald-Dorf (Forêt-Village). Les armoiries qu'arborait Walldorf depuis 1900 représentaient un arbuste de chêne. Après de longues réflexions quant au blason, les armoiries avec le chêne furent finalement en 1967 à nouveau utilisées. Le drapeau de Walldorf est blanc et rouge.

### Jumelages
La ville de Walldorf entretient des relations de partenariat avec :
- Astoria, dans l'Oregon, depuis 1963
- Kırklareli en Turquie depuis 1970
- Saint-Max dans la banlieue de Nancy en France, depuis 1985
- Waldorf dans le Maryland, depuis 2002
- Freeport dans l'État de New York, depuis 2003
- Walldorf en Thuringe
- Cognac en France[réf. nécessaire]

## Sites touristiques

### La maison d'Astor
À sa mort, Johann Jakob Astor a laissé à sa mort pour sa ville natale la somme de 50 000 marks pour les pauvres. Avec ce don, la maison Astor a été construite, et servit, de 1854 à 1937 d'hospice. Depuis 1984, le bâtiment est utilisé comme musée régional.

### L'église protestante
Le monument incontournable de la ville est l'église protestante (voir l'Église protestante en Allemagne). Elle fut construite dans les années 1858-61 et se compose de trois grandes nefs. À l'intérieur, une partie de l'ameublement, original et moderne, est à voir. Le tableau d'autel de Joseph Anton Settegast représentant un Christ sur la croix est particulièrement remarquable.

### L'église catholique
L'église catholique est encore plus âgée. La construction actuelle, d'un style baroque tardif, fut érigée dans les années 1787-91, pour remplacer les vieilles parties des murs. Les fresques dans le vieux clocher datent du XVe siècle et représentent les quatre évangélistes: Luc, Marc, Jean, et Matthieu, mais également les armoiries fastueuses du prince-électeur Carl Philipp, ayant gouverné de 1716 à 1742.

### La chapelle Saint-Laurent
La chapelle Saint Laurent, datant de 1783, est également un bijou historique. Elle est certainement l'édifice de succession d'une chapelle de château gothique démolie en 1764 et appartient à quelques restes encore existants de l'ancienne cour des seigneurs de Sickingen (voir Franz von Sickingen). La Bourse, une maison à colombage datant du XVIIIe siècle, qui se trouve à côté de la chapelle, est le bâtiment principal des possessions des Sickingen. Il est également probable que les grandes annexes de la cave proviennent aussi du château médiéval.

### La vieille synagogue
Seulement quelques mètres plus haut dans la ville, on trouve la synagogue, qui fut construite en 1716 en tant qu'église réformée. Après l'achèvement de la construction de l'église protestante, le bâtiment servit à partir de 1861 de synagogue, jusqu'à ce qu'elle soit dévastée en 1938 par les nazis. Le bâtiment est utilisé depuis 1954 par l'Église néo-apostolique.

## Économie et infrastructures
Jusqu'à la fin du XIXe siècle, Walldorf était un village d'agriculture. Le houblon, le tabac et l'asperge y étaient cultivés. Le village se transforma alors lentement en ville de commerce pour les produits agricoles. Cependant, l'asperge y est aujourd'hui encore cultivée et est vendue directement par beaucoup d'agriculteurs.
Aujourd'hui, il y a à Walldorf à peu près autant d'emploi que d'habitants, c'est-à-dire environ 14 500. C'est la raison pour laquelle la ville est devenue une sorte d'aimant pour les villes environnantes. Les secteurs de l'emploi les plus importants sont l'informatique (SAP AG), l'imprimerie (Heidelberger Druckmaschinen AG), les articles d'installation (Ikea), la technologie d'environnement, les couleurs et vernis, les techniques de lubrifiant industriel, l'industrie du bâtiment, les prestataires de services et les besoins musicaux.

### Sociétés résidentes
Le plus grand employeur de la ville est l'entreprise de logiciels SAP active au niveau international, dont le siège est à Walldorf. Autre grand employeur, les imprimantes de Heidelberg qui possède plus de 5 600 collaborateurs dans la région industrielle de Walldorf. Juste à côté de l'autoroute A5 se trouve une succursale d'Ikea. Un peu plus loin, l'entreprise Realtech a également son siège principal à Walldorf, tout comme ICW (InterComponentWare). Les entreprises environnant Walldorf sont donc spécialisées dans la fabrication de logiciel, de matériel et de machines.

### Circulation

#### Circulation routière
Walldorf se trouve tout près de l'autoroute A5, et non loin de l'A6. Elle a donc le raccord direct aux grandes routes européennes E35 et E60. Les routes nationales B39 et B291 ne traversent pas la ville. Walldorf se trouve à 15 km de Heidelberg et à 30 km de Mannheim.

#### Transports publics
Walldorf dispose d'une vaste offre de transports en commun. La gare de Walldorf est alimentée aussi bien par des ICE que par des trains régionaux. En outre, cette gare est intégrée dans un réseau de trains de banlieue, qui fait la liaison toutes les demi-heures en direction de Heidelberg/Mannhein et Bruchsal/Karlsruhe.
Les raccords intra-locaux sont faits en commun avec la ville de Wiesloch, et proposent treize lignes d'autobus municipaux et régionaux. De 1902 jusqu'en 1907, une Pferdebahn (sorte de tramway tirée par des chevaux)  faisait la liaison avec la ville. Quand notre tramway actuel apparu, il fut en service jusqu'en 1954.
La circulation urbaine sur le territoire de la ville et des plus proches alentours est intégrée au syndicat de transports du Rhein Neckar (VRN). Les communes au sud de Bad Schönborn dépendent au contraire des dispositions tarifaires du syndicat de transports de Karlsruhe (KVV).

## Éducation
- Lycée (Gymnasium) Walldorf
- Lycée « professionnel » (Realschule) Theodor Heuss
- Waldschule (école élémentaire, lycée général et professionnel)
- Schillerschule (école élémentaire)
- Sambugaschule (école spécialisée, pour les enfants en difficulté dans le système scolaire habituel)

## Personnalités
- John Jacob Astor (1763-1848) : il a émigré en Amérique et est devenu grâce au commerce de fourrures et de biens immobiliers l'homme le plus riche de son temps.
- Georg Peter Astor (1752-1813) : il a émigré en Angleterre et y a fondé une manufacture d'instruments de musique pour les instruments à vent et les pianos.
- Timo Jouko Herrmann (1978-) : compositeur, chef d'orchestre et musicologue, il a redécouvert la cantate Per la ricuperata salute di Ofelia de Mozart, Salieri et Cornetti.